# 翔鳥屬
翔鳥屬為一種生活於白堊紀早期的反鳥類，化石發現於中國遼寧的朝陽市大平房鎮，屬於白堊紀早期的九佛堂組地層。